# Arg-e Qalandar
Arg-e Qalandar (persiska: ارگ قلندر, Arg-e Mīr Qalandar) är en ort i Iran.   Den ligger i provinsen Khorasan, i den östra delen av landet, 800 km öster om huvudstaden Teheran. Arg-e Qalandar ligger 755 meter över havet och antalet invånare är 475.
Terrängen runt Arg-e Qalandar är huvudsakligen platt, men västerut är den kuperad. Terrängen runt Arg-e Qalandar sluttar österut. Runt Arg-e Qalandar är det glesbefolkat, med 13 invånare per kvadratkilometer. Närmaste större samhälle är Kāryūn, 18,2 km öster om Arg-e Qalandar. Trakten runt Arg-e Qalandar är ofruktbar med lite eller ingen växtlighet.